# Сент-Клер-Шорс (Мічиган)
Сент-Клер-Шорс (англ. St. Clair Shores) — місто (англ. city) в США, в окрузі Маком штату Мічиган. Населення — 58 874 особи (2020).

## Географія
Сент-Клер-Шорс розташований за координатами 42°29′35″ пн. ш. 82°53′27″ зх. д. / 42.49306° пн. ш. 82.89083° зх. д. (42.493043, -82.890901).  За даними Бюро перепису населення США в 2010 році місто мало площу 36,98 км², з яких 30,09 км² — суходіл та 6,89 км² — водойми.

## Демографія
Згідно з переписом 2010 року, у місті мешкало 59 715 осіб у 26 585 домогосподарствах у складі 15 932 родин. Густота населення становила 1615 осіб/км².  Було 28467 помешкань (770/км²).
Расовий склад населення:
| - 92,7 % — білих - 3,9 % — чорних або афроамериканців - 1,0 % — азіатів - 0,3 % — корінних американців |

До двох чи більше рас належало 1,7 %. Частка іспаномовних становила 1,7 % від усіх жителів.
За віковим діапазоном населення розподілялося таким чином: 19,0 % — особи молодші 18 років, 61,8 % — особи у віці 18—64 років, 19,2 % — особи у віці 65 років та старші. Медіана віку мешканця становила 44,2 року. На 100 осіб жіночої статі у місті припадало 91,5 чоловіків;  на 100 жінок у віці від 18 років та старших — 88,9 чоловіків також старших 18 років.
Середній дохід на одне домашнє господарство  становив 64 450 доларів США (медіана — 53 093), а середній дохід на одну сім'ю — 76 859 доларів (медіана — 67 291). Медіана доходів становила 51 138 доларів для чоловіків та 41 504 долари для жінок. За межею бідності перебувало 9,8 % осіб, у тому числі 15,1 % дітей у віці до 18 років та 4,2 % осіб у віці 65 років та старших.
Цивільне працевлаштоване населення становило 28 560 осіб. Основні галузі зайнятості: освіта, охорона здоров'я та соціальна допомога — 22,6 %, виробництво — 17,4 %, роздрібна торгівля — 10,7 %, науковці, спеціалісти, менеджери — 10,6 %.